# Mimosybra melli
Mimosybra melli är en skalbaggsart som beskrevs av Stefan von Breuning 1964. Mimosybra melli ingår i släktet Mimosybra och familjen långhorningar. Inga underarter finns listade i Catalogue of Life.